# Caleb (film)
Caleb è un film del 2019 diretto da Roberto D'Antona.

## Trama
Rebecca è in cerca di sua sorella, una giovane giornalista che stava indagando su strani eventi prima di scomparire. Le sue ricerche la portano a Timere dove scopre che tutti gli abitanti hanno paura delle forze oscure.

## Distribuzione
Il film è stato distribuito nelle sale cinematografiche italiane a partire dal 20 agosto 2020.